# Halové mistrovství světa v atletice 1997
6. halové mistrovství světa v atletice se konalo ve dnech 7. – 9. března 1997 v hlavním městě Francie, v Paříži. Šampionát se odehrával v hale Palais omnisports de Paris-Bercy. Stejná hala hostila již první ročník HMS v roce 1985, tehdy však šampionát nesl název Světové halové hry.
Ženy zde poprvé startovaly v disciplíně skok o tyči. Do kvalifikace nastoupilo osmadvacet tyčkařek. Atletických klání se zúčastnilo 782 atletů a atletek ze 118 států světa.
Stříbrnou medaili získala původně v běhu na 1500 metrů Američanka Mary Deckerová v čase 4:05,22. Ta však byla později diskvalifikována a bronz dodatečně získala Polka Lidia Chojecká.

## Česká účast
Českou republiku na tomto šampionátu reprezentovalo 18 atletů (9 mužů a 9 žen).

## Medailisté

### Muži
| Soutěž            | Zlato                                                      | Stříbro                                                                        | Bronz                                                                        |
| ----------------- | ---------------------------------------------------------- | ------------------------------------------------------------------------------ | ---------------------------------------------------------------------------- |
| 60 m              | Harálabos Papadiás 6,50                                    | Michael Green 6,51                                                             | Davidson Ezinwa 6,52                                                         |
| 200 m             | Kevin Little 20,40                                         | Iván García 20,46                                                              | Francis Obikwelu 21,10                                                       |
| 400 m             | Sunday Bada 45,51                                          | Jamie Baulch 45,62                                                             | Shunji Karube 45,76                                                          |
| 800 m             | Wilson Kipketer 1:42,67                                    | Mahjoub Haida 1:45,76                                                          | Rich Kenah 1:46,16                                                           |
| 1500 m            | Hišám Al-Karúdž 3:35,31                                    | Rüdiger Stenzel 3:37,24                                                        | William Tanui 3:37,48                                                        |
| 3000 m            | Haile Gebrselassie 7:34,71                                 | Paul Bitok 7:38,84                                                             | Ismaïl Sghyr 7:40,01                                                         |
| 60 m př.          | Anier García 7,48                                          | Colin Jackson 7,49                                                             | Tony Dees 7,50                                                               |
| Štafeta 4 × 400 m | USA 3:04,93 Jason Rouser Mark Everett Sean Maye Deon Minor | Jamajka 3:08,11 Linval Laird Michael McDonald Dinsdale Morgan Gregory Haughton | Francie 3:09,68 Pierre Marie Hilaire Rodrigue Nordin Loïc Lerouge Fred Mango |
| Skok do výšky     | Charles Austin 2,35 m                                      | Labros Papakostas 2,32 m                                                       | Dragutin Topić 2,32 m                                                        |
| Skok o tyči       | Igor Potapovič 5,90 m                                      | Lawrence Johnson 5,85 m                                                        | Maxim Tarasov 5,80 m                                                         |
| Skok daleký       | Iván Pedroso 8,51 m                                        | Kirill Sosunov 8,41 m                                                          | Joe Greene 8,41 m                                                            |
| Trojskok          | Yoel García 17,30 m                                        | Aliecer Urrutia 17,27 m                                                        | Alexandr Aseledčenko 17,22 m                                                 |
| Vrh koulí         | Jurij Bilonoh 21,02 m                                      | Oleksandr Bahač 20,94 m                                                        | John Godina 20,87 m                                                          |
| Sedmiboj          | Robert Změlík 6 228 bodů                                   | Erki Nool 6 213 bodů                                                           | Jón Magnússon 6 145 bodů                                                     |

### Ženy
| Soutěž            | Zlato                                                                                        | Stříbro                                                                                  | Bronz                                                                         |
| ----------------- | -------------------------------------------------------------------------------------------- | ---------------------------------------------------------------------------------------- | ----------------------------------------------------------------------------- |
| 60 m              | Gail Deversová 7,06                                                                          | Chandra Sturrupová 7,15                                                                  | Frederique Bangueová 7,17                                                     |
| 200 m             | Ekaterini Koffaová 22,76                                                                     | Juliet Cuthbertová 22,77                                                                 | Světlana Gončarenková 22,85                                                   |
| 400 m             | Jearl Milesová 50,96                                                                         | Sandie Richardsová 51,17                                                                 | Helena Fuchsová 52,04                                                         |
| 800 m             | Maria Mutolaová 1:58,96                                                                      | Natalia Duchnovová 1:59,31                                                               | Joetta Clarková 1:59,82                                                       |
| 1500 m            | Jekatěrina Podkopajevová 4:05,19                                                             | Patricia Djaté 4:06,16                                                                   | Lidia Chojecká 4:06,25                                                        |
| 3000 m            | Gabriela Szabóová 8:45,75                                                                    | Sonia O'Sullivanová 8:46,19                                                              | Fernanda Ribeirová 8:48,79                                                    |
| 60 m př.          | Michelle Freemanová 7,82                                                                     | Gillian Russellová 7,84                                                                  | Cheryl Dickeyová 7,84 Patricia Girardová 7,84                                 |
| Štafeta 4 × 400 m | Rusko 3:26,84 Taťjana Čebykinová Světlana Gončarenková Olga Kotljarovová Taťjana Alexejevová | USA 3:27,66 Shanelle Porterová Natasha Kaiserová-Brownová Anita Howardová Jearl Milesová | Německo 3:28,39 Anja Rückerová Anke Fellerová Heike Meißnerová Grit Breuerová |
| Skok do výšky     | Stefka Kostadinovová 2,02 m                                                                  | Inga Babakovová 2,00 m                                                                   | Hanne Hauglandová 2,00 m                                                      |
| Skok o tyči       | Stacy Dragilaová 4,40 m                                                                      | Emma Georgeová 4,35 m                                                                    | Cai Weiyan 4,35 m                                                             |
| Skok daleký       | Fiona Mayová 6,86 m                                                                          | Chioma Ajunwaová 6,80 m                                                                  | Agata Karczmareková 6,71 m                                                    |
| Trojskok          | Inna Lasovská 15,01 m                                                                        | Ashia Hansenová 14,70 m                                                                  | Šárka Kašpárková 14,66 m                                                      |
| Vrh koulí         | Vita Pavlyšová 20,00 m                                                                       | Astrid Kumbernussová 19,92 m                                                             | Irina Koržaněnková 19,49 m                                                    |
| Pětiboj           | Sabine Braunová 4 780 bodů                                                                   | Mona Steigaufová 4 681 bodů                                                              | Kym Carterová 4 627 bodů                                                      |

## Medailové pořadí
| Umístění | Stát           | Zlato | Stříbro | Bronz | Celkem |
| -------- | -------------- | ----- | ------- | ----- | ------ |
| 1.       | USA            | 6     | 2       | 7     | 15     |
| 2.       | Kuba           | 3     | 2       | 0     | 5      |
| 3.       | Rusko          | 3     | 1       | 4     | 8      |
| 4.       | Ukrajina       | 2     | 2       | 0     | 4      |
| 5.       | Řecko          | 2     | 1       | 0     | 3      |
| 6.       | Jamajka        | 1     | 5       | 0     | 6      |
| 7.       | Německo        | 1     | 3       | 1     | 5      |
| 8.       | Nigérie        | 1     | 1       | 2     | 4      |
| 9.       | Maroko         | 1     | 1       | 1     | 3      |
| 10.      | Česko          | 1     | 0       | 2     | 3      |
| 11.      | Bulharsko      | 1     | 0       | 0     | 1      |
| 11.      | Dánsko         | 1     | 0       | 0     | 1      |
| 11.      | Etiopie        | 1     | 0       | 0     | 1      |
| 11.      | Itálie         | 1     | 0       | 0     | 1      |
| 11.      | Kazachstán     | 1     | 0       | 0     | 1      |
| 11.      | Mosambik       | 1     | 0       | 0     | 1      |
| 11.      | Rumunsko       | 1     | 0       | 0     | 1      |
| 18.      | Velká Británie | 0     | 3       | 0     | 3      |
| 19.      | Francie        | 0     | 1       | 3     | 4      |
| 20.      | Keňa           | 0     | 1       | 1     | 2      |
| 21.      | Austrálie      | 0     | 1       | 0     | 1      |
| 21.      | Bahamy         | 0     | 1       | 0     | 1      |
| 21.      | Bělorusko      | 0     | 1       | 0     | 1      |
| 21.      | Estonsko       | 0     | 1       | 0     | 1      |
| 21.      | Irsko          | 0     | 1       | 0     | 1      |
| 26.      | Polsko         | 0     | 0       | 2     | 2      |
| 27.      | Čína           | 0     | 0       | 1     | 1      |
| 27.      | Island         | 0     | 0       | 1     | 1      |
| 27.      | Japonsko       | 0     | 0       | 1     | 1      |
| 27.      | Norsko         | 0     | 0       | 1     | 1      |
| 27.      | Portugalsko    | 0     | 0       | 1     | 1      |
| 27.      | SR Jugoslávie  | 0     | 0       | 1     | 1      |